# Fine fleur
Fine fleur is een chic Frans leenwoord voor 'toplaag' van iets. Dit woord wordt in het Nederlands vaak gebruikt voor het schaarse talent of toplaag van de maatschappij. Zie drie voorbeeld-zinnen: 
- De voetballer Patrick Kluivert behoorde tot de fine fleur van het Nederlandse voetbal.
- Onder de genodigden bevinden zich tientallen wethouders, gedeputeerden en vijf bewindslieden - de fine fleur van het bestuurlijke Nederland.
- De fine fleur van de denktank wordt middels een dure summer school voorbereid op hun onderzoek.